# Salix grayi
Salix grayi är en videväxtart som beskrevs av C. K. Schneider. Salix grayi ingår i släktet viden, och familjen videväxter. Inga underarter finns listade i Catalogue of Life.